# Габрово (дем Ксанти)
Вижте пояснителната страница за други значения на Габрово.
Габрово (на гръцки: Καλλιθέα, Калитеа, старо Γάμπροβο, Габрово, катаревуса: Γάμπροβον, Габровон) е село в Западна Тракия, Гърция, разположено на територията на дем Ксанти.

## География
Селото е разположено на 700 m надморска височина в южните склонове на Родопите, с изглед към долината на река Места, районът на селото е богат на гори. На юг от селото се намира Кръстополе, а на изток е град Ксанти.

## История
Селото е възникнало по време на помюсюлманчванията в Родопите. От съседното село Исьорен, Ксантийско избягали в Габрово 15 семейства, за да не бъдат помюсюлманчени.
Селото е засвидетелствани в османски данъчен регистър от 1569–1570 година, като в село Йеникьой и махала Габрово с 3 неженени мюсюлмани, 59 християнски семейства, 168 неженени християни и 3 вдовици.
Към 1831 година селото има 120 къщи. В Габрово от 1868 до 1870 година и от 1874 до 1880 година преподава Яков Змейкович. В 1877 година екзархистите неуспешно се опитват да овладеят гръцката църква в селото.
В Габрово е разположен Ксантийският околийски революционен комитет на Одрински революционен окръг на Вътрешната македоно-одринска революционна организация. Комитетът е основан и ръководен от Васил Докторов. Секретар на комитета е учителят Никола Поптодоров от Габрово, завършил в Одрин, а членове са учителят Христо Киров от Банско, Нашо Василев Кормидов, Стамат Кормидов, Георги Атанасов, Петър Пачев, Киряк Христов Атанасов, Стефан Мавров, Тодор Кехайов, Атанас Марушев, Атанас Течков, Янко Тютьолчев Янарото, поп Тодор Николов, Атанас Коруев, Димитър Кудев, Христо Джондов, Иван Чилингиров, Джуров и други. В средата на май 1902 година селският пъдар Иван Янков Семерджиев полудява и започва да издава комитетски тайни - вследствие на това са задържани много от дейците на комитети. Одринският военен съд освобождава поп Тодор Николов, Петър Пачов, Атанас Кудев и други и осъжда Васил Докторов на 10 години, а Киряк Хаджиатанасов, Нашо Василев, Кормидов, Георги Атанасов, Стамат Кормидов, Киряк Дачев и Янко Янчев Тютьолчев - на по 5 години. Комитетът е оглавен от Димитър Кудев. Осъдените са освободени след амнистията в 1904 година.
Според статистиката на професор Любомир Милетич в 1912 година Габрово е едното от двете български християнски села в Ксантийска кааза на Османската империя. Общо за двете села Габрово и Еникьой, Милетич посочва население от 600 екзархийски български семейства.
По време на Балканската война в 1912 година 4 души от Габрово се включват като доброволци в Македоно-одринското опълчение.
На 13 юли 1913 година селото е унищожено от гръцка войскова част и турски башибозук, а останалите възрастни и болни габровци били избити. Основната група население още на 10 юли, заедно с кръстополци се изтегля към Пашмаклийско.
Вестник „Търговски фар“ дава сведения, че до лятото на 1914 година в град Ксанти сред много преселили се български бежанци са и 101 семейства с 505 члена от село Габрово, което макар и наблизо до града, остава на гръцка територия след Междусъюзническата война.
| Година    | 1913 | 1920 | 1928 | 1940 | 1951 | 1961 | 1971 | 1981 | 1991 | 2001 | 2011 | 2021 |
| --------- | ---- | ---- | ---- | ---- | ---- | ---- | ---- | ---- | ---- | ---- | ---- | ---- |
| Население | 143  | 117  | 142  | 172  | 153  | 61   | 6    | 26   | 21   | 21   | 4    | 1    |

## Личности
Родени в Габрово
- Атанас Атанасов Печев (1909 – 1944), български комунистически деец[13]
- Атанас Хадживасилев Кормидов (1874 – след 1943), български революционер
- Васил Докторов (? – 1915), български революционер, ръководител на Ксантийския околийски комитет на ВМОРО
- Васил Терзиев (1912 – 1993), български офицер, генерал-лейтенант
- Тодор Терзиев (1920 – 2000), български офицер, генерал-лейтенант
- Владимир Коруев (1878 – 1952), български революционер, деец на ВМОРО
- Гаврил Атанасов Ангелов (1903 - ?), български комунистически деец[14]
- Георги и Димитър Пронкови, български революционери, дейци на Ксантийския революционен комитет[15]
- Димитър Кудев (1880 – 1967), български революционер, деец на ВМОРО
- Димитър Кудоглу (1862 – 1940), български предприемач и един от най-големите дарители в новата българска история
- Катерина Петрова Пачова (1874 - ?), майка на Пантелей и Лазар Пачови[16]
- Киряк Кудев, български общественик
- Никола Поптодоров (1877 – ?), български революционер
- Янко Петков (1906 - 1986), български комунист[17]